# عبدالله اوجالان
عبدالله اوجالان (زاده ۴ آوریل ۱۹۴۸) که در میان پیروانش به نام سَروک آپو (سروک به معنای رهبر و آپو به معنای عمو؛ به انگلیسی: Serok Apo) نیز مشهور است سیاستمدار، نظریه‌پرداز و زندانی سیاسی چپ‌گرای کُرد اهل کشور ترکیه، و نیز رهبر و بنیان‌گذار حزب کارگران کردستان است. حزب کارگران کردستان (پ.ک. ک)، یک سازمان پیکارجوی چپگرا است که برای جلوگیری از سرکوب کردهای ترکیه توسط دولت ترکیه، تأسیس شده و علیه حکومت این کشور به فعالیت مسلحانه می‌پردازد. عبدالله اوجالان از زمان دستگیری‌اش در ۱۵ فوریه ۱۹۹۹ تاکنون در ترکیه در زندان امرالی به سر می‌برد.
اوجالان به همراه دیگر بنیانگذاران حزب کارگران کردستان، این حزب را در ۲۷ نوامبر ۱۹۷۸ در روستای فیس شهرستان لیجه در استان دیاربکر تأسیس کردند. این سازمان به مبارزه مسلحانه با دولت ترکیه می‌پردازد. دولت ترکیه مدعی است سی هزار نفر از گریلاها در جریان درگیری نیروهای این حزب با ارتش ترکیه کشته شده‌اند. این حزب در واکنش به تحولات جهانی در سال ۲۰۰۲ هشتمین کنگره خود را برگزار کرد و ضمن اعلام انحلال حزب کارگران کردستان ترکیه، «کنگره آزادی و دمکراسی کردستان» را تأسیس کرد و اوجالان را همچنان به عنوان رهبر معرفی کرد.
وکلای اوجالان در اوایل ماه اوت ۲۰۱۹ با انتشار بیانیه‌ای به نقل از او اعلام کردند که او گفته کردها به کشور مستقلی نیاز ندارند و همچنین مدعی شده که قادر است، ظرف یک هفته به درگیری تاریخی میان نیروهای دولت ترکیه و اعضاء حزب تحت رهبری‌اش پایان دهد.

## زندگی
عبدالله اوجالان در عُمَرلی، یکی از روستاهای ناحیه هالفَتی در استان شانلی‌اورفه کردستان ترکیه به دنیا آمد. پس از اتمام دبیرستان و ترک روستا به تحصیل در رشته علوم سیاسی در دانشگاه آنکارا پرداخت. او در جوانی مسلمانی بسیار دینی بود و نجیب فاضل کیساکورک را دوست داشت.
وی پس از پایان دانشگاه به عنوان کارمند در دیاربکر واقع در جنوب شرقی ترکیه مشغول به کار شد.
اوجالان از زمان دستگیری در سال ۱۹۹۹ در زندانی در جزیره ایمرالی در نزدیکی استانبول دوران محکومیت حبس ابد خود را می‌گذراند.

### خروج از ترکیه و ورود به سوریه
عبدالله اوجالان در سال ۱۹۸۰ از ترکیه خارج و به کشور سوریه پناهنده شد. او در آنجا از تنش‌های میان سوریه و ترکیه و نیز نزدیکی حکومت سوریه به شوروی استفاده کرد و با جلب نظر حکومت حافظ اسد، به فعالیت سیاسی در میان کردهای سوریه پرداخت.

### خروج از سوریه
با افزایش تنش میان دو حکومت ترکیه و سوریه، تهدید ترکیه مبنی بر حمله به خاک سوریه، منازعه بر سد حقابهٔ سوریه در پی آبگیری سد آتاترک و نهایتاً امضای توافق‌نامهٔ آدانا، عبدالله اوجالان نیز در روز ۹ اکتبر ۱۹۹۸ از سوریه اخراج شد. او ابتدا به روسیه رفت و تلاش کرد با حکومت این کشور ارتباط برقرار کند. نمایندگان مجلس دومای روسیه طرحی را تصویب کردند که از یلتسین می‌خواست به اوجالان پناهندگی اعطا شود، اما دولت یلتسین که با ترکیه بر سر حمایت آن کشور از سازمان‌های جدایی‌طلب اسلام‌گرای چچن در تنش بود به استناد توافق‌نامه‌ای که این دو کشور در سال ۱۹۹۵ با یکدیگر مبنی بر دست کشیدن متقابل از حمایت از سازمان‌های کرد و چچنی امضا کرده‌بودند، از اعطای پناهندگی به اوجالان سر باز زد.
عبدالله اوجالان سپس ناگزیر از ترک روسیه و عزیمت پنهانی به کشورهای دیگری برای کسب پناهندگی شد. او به ایتالیا و سپس به یونان رفت و در هر دو کشور درخواست پناهندگی او مورد پذیرش قرار نگرفت. اوجالان سرانجام به نایروبی رفت و در محل اقامت سفیر یونان در کنیا مستقر شد.

## دستگیری و محاکمه

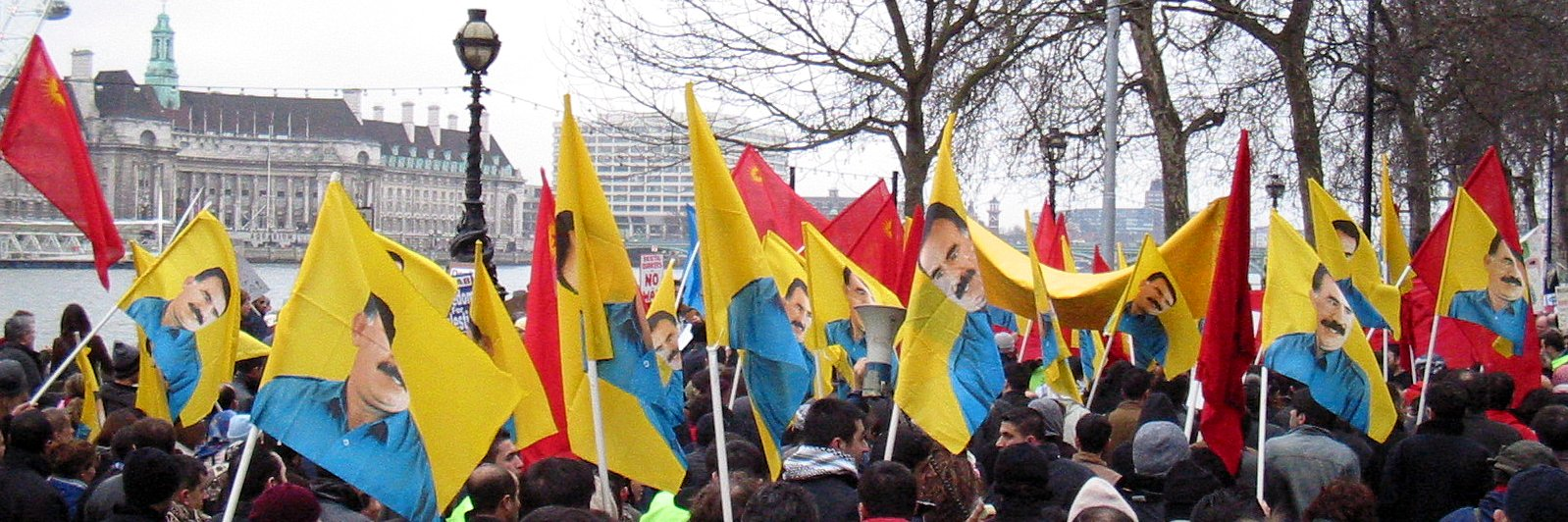
راهپیمایی هواداران اوجالان در لندن ۲۰۰۳

اوجالان سفارت یونان در کنیا را به همراه وکیلان خود و چند مقام کنیایی به قصد فرودگاه نایروبی جهت سفر به یک کشور آفریقایی دیگر ترک می‌کند. اما اتومبیل وی در مسیر ناپدید شده و در روز دوشنبه ۲۶ بهمن ۱۳۷۷ (۱۵ فوریه ۱۹۹۹) در یک عملیات هواپیماربایی در نایروبی توسط سازمان اطلاعات و امنیت ملی (ترکی استانبولی: Millî İstihbarat Teşkilatı , میت) با کمک سازمان اطلاعات مرکزی (سیا) دستگیر می‌شود. یک روز بعد بولنت اجویت نخست‌وزیر وقت ترکیه خبر دستگیری و انتقال وی به ترکیه را منتشر و تلویزیون ترکیه تصاویری از وی با دست و پای بسته در کنار دو نیروی امنیتی دیگر نشان داد. به گفته او اوجالان در عملیاتی که توسط سازمان اطلاعات ارتش ترکیه و سازمان اطلاعات ترکیه (میت) طی ده روز انجام دادند انجام شد. وی محل دستگیری اوجالان را اعلام نکرد. دربارهٔ جزئیات دستگیری وی و همکاری کشورهای مختلف در آن زمان، مطالب مختلفی در رسانه‌ها منتشر گردید.
دولت یونان هر گونه همکاری با دولت ترکیه برای دستگیری وی را تکذیب کرد در بیانیه سفارت یونان در واشینگتن آمده بود که وی اجازه یافت در سفارت آن کشور در نایروبی بماند تا راه حلی برای مشکل وی بر اساس استانداردهای اتحادیه اروپا یافت شود. با این حال افکار عمومی و مطبوعات یونان به شدت علیه تئودوروس پانگالوس وزیر خارجه یونان، برانگیخته شده و انتقادات تندی علیه وی ابراز کردند که به استعفای وی در ۱۸ فوریهٔ ۱۹۹۹ منجر شد. کردها سفارت خانه‌های یونان را نیز مورد حمله قرار دادند. وکیل اوجالان نیز گفت بود مقامات یونانی موکلش را فریب داده‌اند.

### دادگاه آتن
انتشار خبری در رسانه‌های یونان مبنی بر اینکه اوجالان پس از خروج از سوریه و سفر به کشورهای روسیه و ایتالیا به‌طور غیرقانونی وارد خاک یونان شده و دو روز در یونان مخفی بوده‌است منجر به برکناری سه وزیر در کابینه یونان شد. از سویی دولت یونان از سوی ترکیه متهم به ارائه گذرنامه یونانی به اوجالان شده‌است.

پنج سال پس از دستگیری وی، دادگاهی در یونان برای محاکمه غیابی اوجالان به اتهام ورود غیرقانونی به آن کشور برگزار گردید. تعدادی از اتباع یونانی نیز به همراه وی به اتهام دست داشتن در انتقال او به یونان محاکمه شدند.

### دادگاه آنکارا
وی پس از دستگیری به اتهام جنگ مسلحانه و قتل هزاران نفر، محاکمه و به اعدام محکوم شد اما ترکیه به دلیل انتقادات گسترده و تلاش‌هایی که برای عضویت در اتحادیه اروپایی دارد از اعدام وی خودداری کرد و به حبس ابد وی در زندان جزیره امرالی بسنده کرد.
در عین حال دادگاه حقوق بشر اروپا در سال ۱۳۸۴ و پس از شکایت وکلای اوجالان، محاکمه وی را دارای ایرادات مختلف و غیر منصفانه اعلام کرد.
وجود قاضی ارتشی در دادگاه، عدم دسترسی وی به پرونده خود، حبس قبل از محاکمه و صدور حکم اعدام را از موارد غیر منصفانه بودن دادگاه دانست.

## واکنش‌ها به دستگیری اوجالان

### واکنش کشورها
بسیاری از رهبران کشورهای اروپایی از دولت ترکیه خواستند که وی را عادلانه محاکمه کرده و از اعدام او خودداری کند. ایگور ایوانوف وزیر امور خارجه روسیه خواستار محاکمه عادلانه وی همراه با حضور ناظران بین‌المللی شد. دولت هلند نیز خواستار محاکمه وی بر اساس معیارهایی اروپایی شد. بازرسی ویژه سازمان ملل در امور شکنجه نیز خواستار آن شد تا دولت ترکیه به ناظران اجازه بازدید از نحوه رفتار با وی را بدهد. گرهارد شرودر صدراعظم آلمان نیز خواستار محاکمه وی در دادگاه مستقل و عادلانه شد. دولت اسپانیا نیز نسبت به اعدام وی هشدار داد با این حال دولت ترکیه مانع از ورود وکلای آلمانی وی به ترکیه شد.

### واکنش کردها
در پی انتشار خبر دستگیری وی، کردهای هوادار اوجالان به سفارت خانه‌های کشورهای یونان، کنیا، اسرائیل و ترکیه حمله کرده و سفارت خانه‌های این کشورها را در اغلب کشورهای اروپایی تصرف کردند و برخی دیپلمات‌ها را گروگان گرفتند. حزب کارگران از هواداران خود خواست که به اشغال سفارتخانه‌ها خاتمه دهند. کنیا، یونان و اسرائیل سفارتخانه‌های خود را در برخی کشورها تعطیل کردند.

اعتراضات، تظاهرات‌ها و گروگانگیری تا چند روز در ترکیه، ارمنستان، لبنان و اغلب کشورهای اروپایی دنبال شد که در جریان آن چند نفر کشته و صدها نفر زخمی شدند. در داخل ترکیه مردم از دستگیری وی ابراز شادمانی کردند، گرچه همزمان کردها در چندین شهر تظاهرات کردند.
شایعه همکاری سازمان اطلاعات اسرائیل موساد در دستگیری وی منجر شد تا سفارتخانه‌های اسرائیل نیز مورد حمله قرار گیرد و در جریان آن ۳ نفر کشته شوند.

### همکاری آمریکا
همکاری آمریکا در جریان بازداشت اوجالان توسط برخی مقامات اطلاعاتی آن کشور مطرح شد. به گفته آنان سازمان اطلاعات مرکزی آمریکا (CIA) و آژانس امنیت ملی آمریکا (NSA) شاخهٔ وزارت دفاع آن کشور که متخصص در شنود الکترونیکی است از سه ماه قبل که اوجالان سوریه را ترک کرده بود همواره وی را زیر نظر داشته‌است.

دولت آمریکا نهایتاً پس از استقرار اوجالان در سفارت یونان در نایروبی ابتدا از دولت یونان درخواست می‌کند که وی را به ترکیه تحویل دهد و پس از امتناع یونان اطلاعات مربوط به محل اقامت اوجالان را در اختیار دولت ترکیه قرار می‌دهد. سخنگوی وزارت امور خارجه در برابر سوالات مربوط به دست داشتن آمریکا در عملیات دستگیری اوجالان آن را تکذیب کرد.
اما بسیاری از رسانه‌ها معتقد بودند که دستگیری اوجالان عملیات مشترک توسط مأموران ترکیه و آمریکا انجام شده‌است.

### همکاری اسرائیل
شایعه همکاری اطلاعاتی موساد در این پروژه پس از دستگیری وی مطرح شد و منجر به حمله گسترده کردها به سفارتخانه‌های اسرائیل در اروپا شد. رسانه‌های برخی کشورها نظیر ایران به شدت به آن انتقاد کردند.

اما یک دهه بعد گوردون توماس، از عناصر اطلاعاتی سیا که رابطه نزدیکی با موساد دارد در کتاب خود مدعی شد که اساساً دستگیری اوجالان نه توسط نیروهای امنیتی آمریکا و ترکیه، بلکه مستقلاً توسط سازمان موساد اجرا شد و آنان پس از ربودن وی او را به ترکیه تحویل دادند. اسرائیل پیش از آن نیز چند مورد عملیات ربودن افراد را اجرا کرده بود.
عبدالله اوجالان نیز در سال ۱۳۸۷ مدعی شد که وی در عملیات مشترک سازمان‌های اطلاعاتی آمریکا، اسرائیل و ترکیه ربوده و به زندان امرالی منتقل شد.

### واکنش‌ها در ایران
دولت ایران تلاش کرد که موضع خاصی در برابر دستگیری وی نداشته باشد. در عین حال در بخش‌های کردنشین ایران نیز اعتراضات و درگیری‌هایی روی داد.

با این حال کردها در تهران توانستند با مجوز وزارت کشور و با تأخیری چند روزه در مقابل سفارت ترکیه و دفتر سازمان ملل در تهران تجمع کنند.

## مذاکرات صلح با حکومت ترکیه
روند مذاکرات میان سیاست‌مداران کرد با حکومت ترکیه از سال ۲۰۰۹ میلادی آغاز شد. آغاز رسمی مذاکرات از اکتبر ۲۰۱۲ بود که در مارس ۲۰۱۳ به آتش‌بس میان حزب کارگران کردستان و حکومت ترکیه منجر شد. پس از آتش‌بس نیز مذاکرات تداوم یافت و عبدالله اوجالان در این مذاکرات طرف گفتگوی حکومت ترکیه و نیز حزب دموکراتیک خلق‌ها قرار گرفت و اگرچه درنهایت مذاکرات صلح بی‌نتیجه ماند و آتش‌بس میان نیروهای پ.ک. ک و حکومت ترکیه شکسته شد، اما عبدالله اوجالان در روند استقرار صلح بین حکومت مرکزی و کردها نقش به سزایی داشت.
اوجالان بار دیگر در فوریه ۲۰۲۵ در بیانیه‌ای از پ‌ک‌ک خواست سلاح‌های خود را کنار گذاشته و این گروه نظامی را منحل کنند. او تنها راه تغییر را دموکراسی و صلح دانست و مسئولیت این تصمیم را برعهده گرفت.

### آثار اوجالان
- از دولت کاهنی سومر به سوی تمدن دمکراتیک، (ترجمه دفاعیات عبدالله اوجالان در دادگاه)، تهران: بیدگل، مترجم:رحیم بیگ زاده، شابک: ۹۶۴۵۷۰۶۲۷۰
- از دول‍ت ک‍اه‍ن‍ی س‍وم‍ر ب‍ه سوی ت‍م‍دن دم‍وک‍رات‍ی‍ک (دف‍اع‍ی‍ه ع‍ب‍دال‍ه اوج‍الان در دادگ‍اه ح‍ق‍وق ب‍ش‍ر اروپ‍ا)، م‍ت‍رج‍م رح‍ی‍م ب‍ی‍گ‌زاده، ت‍ه‍ران: پ‍ی‍ام ام‍روز، ۱۳۸۳.
- از دول‍ت ک‍اه‍ن‍ی س‍وم‍ر ب‍ه س‍وی ت‍م‍دن دم‍وک‍رات‍ی‍ک، م‍ت‍رج‍م: دل‍ش‍اد م‍رادی، ت‍ه‍ران: ح‍س‍ی‍ن‍ی اص‍ل، ۱۳۸۲.
- اس‍لام و م‍ی‍ه‍ن‌دوس‍ت‍ی، ج‍ام‍ع‍هٔ ک‍ردس‍ت‍ان و طرح ت‍رور م‍ن، ت‍رج‍م‍ه م‍ح‍م‍درئ‍وف م‍رادی، ت‍ه‍ران: ن‍ش‍ر آن‍ا، ۱۳۷۹.
- داس‍ت‍ان دوب‍اره زی‍س‍ت‍ن: خ‍اطرات و ان‍دی‍ش‍ه‌ه‍ای ع‍ب‍دال‍ل‍ه اوج‍الان (م‍ص‍اح‍ب‍ه‌ک‍ن‍ن‍ده ی‍ال‍چ‍ی‍ن ک‍وچ‍وک)، ت‍رج‍م‍ه و ت‍ح‍ق‍ی‍ق م‍ح‍م‍درئ‍وف م‍رادی، ت‍ه‍ران: ح‍م‍ی‍دا، ۱۳۷۸.
- ع‍ش‍ق ک‍رد، م‍ت‍رج‍م‍ان م‍خ‍ت‍ار زردوی‍ی و ش‍ی‍لان ح‍س‍ام‍ی، ت‍ه‍ران: نشر آرویج. ۱۳۸۰.
- م‍ح‍ک‍م‍هٔ ت‍اری‍خ: ت‍ح‍ل‍ی‍ل‍ی از ت‍اری‍خ م‍ع‍اص‍ر ج‍ن‍ب‍ش‌ه‍ای ک‍رد در م‍ن‍اظره‌ی‍ی م‍ی‍ان ع‍ب‍دال‍ل‍ه اوج‍الان، اب‍راه‍ی‍م اح‍م‍د و م‍ح‍م‍د رس‍ول ه‍اوار، ت‍رج‍م‍ه م‍ح‍م‍د رئ‍وف م‍رادی، ت‍ه‍ران: آن‍ا، ۱۳۸۳.
- تفکرات سیاسی عبدالله اوجالان، لندن، بریتانیا: Pluto Press: شابک: ۹۷۸۰۷۴۵۳۹۹۷۶۸[۳۲]
- رهایی زندگی: انقلاب زنان، کلن، آلمان ،۲۰۱۳[۳۳]
- مانیفست تمدن دمکراتیک؛ مسائل گزار از مدرنیته کاپیتالیستی و روند دمکراسی ۲۰۱۵[۳۴]

### آثاری دربارهٔ اوجالان
- وای‍ت، پ‍ل ج‍وزف، ش‍ورش‍ی‍ان ب‍دوی ی‍ا ان‍ق‍لاب‍ی‍ون م‍درن؟ (ع‍ب‍دال‍ل‍ه اوج‍الان ک‍ی‍س‍ت و چ‍ه م‍ی خ‍واه‍د؟)، ت‍رج‍م‍هٔ ج‍ب‍ار رح‍م‍ان‍ی، ت‍ه‍ران: آن‍ا، ۱۳۸۴.
- گ‍ان‍ت‍ر، م‍ای‍ک‍ل، ک‍رده‍ا و آی‍ن‍ده ت‍رک‍ی‍ه: ت‍ح‍ل‍ی‍ل‍ی ب‍ر م‍س‍ئ‍ل‍ه ک‍رد پ.ک. ک؛ و ع‍ب‍دال‍ل‍ه اوج‍الان، ت‍رج‍م‍ه ع‍ل‍ی ب‍ل‍خ‍ک‍ان‍ل‍و، ت‍ب‍ری‍ز: س‍الار، ۱۳۷۹.
- اب‍ری‍ش‍م‍ی، ع‍ب‍دال‍ل‍ه، م‍س‍أل‍ه ک‍رد در خ‍اورم‍ی‍ان‍ه و ع‍ب‍دال‍ل‍ه اوج‍الان، ت‍ه‍ران: ت‍وک‍ل‍ی، ۱۳۷۸.